# 1458
Пізнє Середньовіччя •  Відродження •  Реконкіста •  Ганза •  Ацтецький потрійний союз •  Імперія інків

## Геополітична ситуація
Османську державу очолює Мехмед II Фатіх (до 1481). Імператором Священної Римської імперії є Фрідріх III (до 1493). У Франції королює Карл VII Звитяжний (до 1461).
Апеннінський півострів розділений: північ належить Священній Римській імперії, середню частину займає Папська область, південь належить Неаполітанському королівству. Деякі міста півночі: Венеція, Флоренція, Генуя тощо, мають статус міст-республік.
Майже весь Піренейський півострів займають християнські Кастилія і Леон, де править Енріке IV (до 1474), Арагонське королівство на чолі з Хуаном II (до 1479) та Португалія, де королює Афонсо V (до 1481). Під владою маврів залишилися тільки землі на самому півдні.
Генріх VI є королем Англії (до 1461), королем Данії, Норвегії та Швеції — Кристіан I (до 1481). В Угорщині править Матвій Корвін(до 1490), в Богемії — Їржі з Подєбрад (до 1471). У Польщі королює, а у Великому князівстві Литовському княжить Казимир IV Ягеллончик (до 1492).
Частина руських земель перебуває під владою Золотої Орди. Галичина входить до складу Польщі. Волинь належить Великому князівству Литовському. Московське князівство очолює Василь II Темний.
На заході євразійських степів від Золотої Орди відокремилися Казанське ханство, Кримське ханство, Ногайська орда. У Єгипті панують мамлюки, а Мариніди — у Магрибі. У Китаї править династія Мін. Значними державами Індостану є Делійський султанат, Бахмані, Віджаянагара. В Японії триває період Муроматі.
У Долині Мехіко править Ацтецький потрійний союз на чолі з Монтесумою I (до 1469). Цивілізація майя переживає посткласичний період. В Імперії інків править Панчакутек Юпанкі.

## Події
- Відновлено Київську митрополію на противагу Московській митрополії, що відокремилася від Константинопольського патріархату. Митрополитом Київським, Галицьким та всієї Русі став Григорій II.
- Засновано село Діброва, Тернопільська область.
- Вперше у літературних джерелах згадується поселення Клевань (Рівненська область) як власність князя Михайла Чарторийського (Вважається роком заснування Клеваня)
- 24 січня на угорський престол зійшов син Яноша Гуняді Матіяш Гуняді (Матвій Корвін), при якому Угорське королівство досягнуло найбільшого розквіту. Альтернативно королем Угорщини оголосив себе імператор Священної Римської імперії Фрідріх III.
- Королем Богемії обрано Їржі з Подєбрад.
- Розпочався понтифікат Пія II.
- Рене Анжуйський захопив Геную для французької корони.
- Після смерті Альфонсо V Великодушного королем Арагону та Сицилії став Хуан II, а королем Неаполя — Фердинанд I.
- Із захопленням Коринфа турки повністю оволоділи Грецією.